# Arthur Rinderknech
Arthur Rinderknech (n. 23 iulie 1995) este un tenismen francez. Cea mai înaltă poziție la simplu în clasamentul ATP este locul 42 mondial, la 31 octombrie 2022, iar la dublu, locul 124 mondial, la 8 noiembrie 2021.
Mama sa este fosta jucătoare de tenis Virginie Paquet.